# Jaques-Nunatak
Der Jaques-Nunatak ist ein kleiner Nunatak im ostantarktischen Mac-Robertson-Land. In den Gustav Bull Mountains ragt er 5 km südsüdwestlich des Kennedy auf.
Luftaufnahmen der Australian National Antarctic Research Expeditions aus den Jahren 1956 und 1959 dienten seiner Kartierung. Das Antarctic Names Committee of Australia benannte ihn 1968 nach George Anthony Jaques, Wetterbeobachter auf der Mawson-Station im Jahr 1967.